# Conflicte turco-kurd
El conflicte turco-kurd és un conflicte militar entre Turquia i els kurds, particularment amb l'organització armada clandestina kurda PKK, considerada terrorista per l'OTAN i la Unió Europea, que va començar el 1984 i persisteix encara. El conflicte té lloc a Turquia i al Nord de l'Iraq. El quarter general del PKK es troba a les Muntanyes Kandil.

## Antecedents
Amb la fundació de la Republica de Turquia l'any 1923 es definí a la seva constitució la nació turca com a pàtria dels turcs ètnics. Així doncs, els kurds, que no eren més d'un 20 per cent de la població actual, no només serien ignorats culturalment i com a poble independent, sinó que haurien d'ésser assimilats per mesures coercitives o bé turquificats, i eren considerats com a Turcs de les muntanyes. Això va incloure deportacions i reassentaments a ciutats turques occidentals, sobretot al voltant del Tuz Gölü, la supressió de la independència cultural, com per exemple la prohibició de la llengua kurda en la vida en públic i privada. També la destrucció de les estructures tribals kurdes tradicionals amb i després de la repressió de les grans insurreccions kurdes dels anys 1920 fins als anys 1940 tenien com a objectiu l'assimilació de la pobliació kurda. Particularment, gran part de la classe alta kurda dels aghes (i antics caps tribals), que des de mitjan segle xix havien passat de tradicionals terratinents tribals a propietaris comunals de granges, acceptaria els avantatges de la república burgesa i podrien ser integrats així en la societat turca.
El desenvolupament socioeconòmic a l'oest de Turquia experimentà fins al començament dels anys 1970 un repunt significatiu. Fins a cert punt es desenvoluparen modernes estructures econòmiques amb una classe empresarial puixant. Tot i així la necessitat d'importacions corresponents existia a causa d'una indústria de béns d'inversió amb prou feines desenvolupada. El finançament del deute va donar lloc a un deute extern que portà el país - agreujat per la crisi del petroli dels anys 70- a una dependèndcia del Fons Monetari Internacional. Les conseqüències d'això foren un augment massiu de l'atur i un empobriment general de la població a tot el país. L'econòmicament subdesenvolupat i descuidat, des de la fundació de la república, sud-est de Turquia, amb la seva població majoritàriament kurda, patí especialment les conseqüències d'aquesta situació.
El 27 de novembre de 1978 el PKK fou fundat formalment, però en secret, al poble de Ziyaret, districte de Lice a la província de Diyarbakır. L'objectiu de l'organització, d'orientació marxista-leninista, era el d'aconseguir una revolució mitjançant una guerra de guerrilles i fundar a continuació un estat kurd propi. Es considerava que hi havia una doble opressió com a problema central al Kurdistan: Una opressió nacional per l'estat turc i els poders imperialistes que li donen suport; una opressió de la democràcia per les estructures interiors kurdes feudals. Es concedia prioritat a la lluita contra l'opressió nacional. El suport a la revolució kurda havien de ser els obrers, camperols pobres i la joventut kurda.
Fins al Cop d'estat del 1980 a Turquia, el PKK havia sostingut conflictes armats amb altres grups radicals turcs i kurds i contra els que qualificaven com a opressors de les tribus populars per les armes.
Mitjançant una revolució, el PKK volia aconseguir un Kurdistan independent i socialista, primer a les àrees kurdes de Turquia i també, posteriorment, integrar les zones kurdes iraquianes, iranianes i sirianes en un estat nacional. Des de 1993, el PKK definí els seus objectius, seguint les realitats del curs de la guerra, de manera que ara es buscava l'autonomia cultural i l'autonomia local dins l'estat turc.

## Desenvolupament

### Primers enfrontaments
Petites unitats del PKK executaren, ja el 1983, atacs sobre oleoductes petroliers i mantingueren escaramusses amb soldats turcs. Una aliança amb el Partit Democràtic del Kurdistan iraquià (PDK) permeté la construcció de camps d'entrenament del PKK i del seu quarter general, l'anomenat campament de Lolan, en l'àrea iraquiana.
Aquests primers atacs importants van ser presos com una oportunitat per anunciar la formació de l'ala militar Hêzên Rizgariya Kurdistan (HRK) i marquen el començament de la guerra del PKK a Turquia. Els primers anys de la guerra va tenir poc èxit per al PKK i li van causar grans pèrdues. L'organització patia d'escassetat de combatents experts, i pels seus mètodes de reclutament i l'ús del terror contra presumptes col·laboradors kurds, que no es va aturar davant dels nens i les dones, difongué un sentiment de terror, més que no pas de simpatia, entre la població civil kurda. La creació de l'Eniya Rizgariya Neteva Kurdistan (ERNK, Front d'Alliberament Nacional del Kurdistan) hauria de posar remei a aquesta deficiència mitjançant altres mètodes de reclutament, la formació i els atacs militars i duent a terme activitats de propaganda per a la població.

### Escalada
El 15 d'agost de 1984 unitats de combatents del PKK ocuparen amb metralladores i llança-granades ocuparen les dues petites ciutats de Şemdinli i Eruh, a les províncies de Hakkari i Siirt, durant un dia i atacaren les comissaries de policia i instal·lacions militars que hi havia allà. Aquest dia, conegut com a Incursió del 15 d'agost, ocupa un lloc important en la història i la retòrica del partit i es considera l'inici de la lluita armada del PKK contra l'Estat turc
En el bàndol turc és recordat pels mètodes de dominació indirecta de l'època otomana. S'establí el Sistema de guardians del poble amb el reclutament de tribus kurdes o bé els seus caps per lluitar contra el PKK. Se'ls equipà amb armes i reberen altres privilegis, entre els quals figuraven encàrrecs de construcció per a instal·lacions estatals als Aghas. De vegades també s'obligà les tribus a col·laborar. Pel que fa a això, es va anar amb compte de rearmar les tribus menys poderoses per tal de mantenir l'equilibri de poder al sud-est.

### Reestructuració
En un congrés del partit el 1986, el PKK decidí de dissoldre l'HRK i crear al seu lloc l'Artêşa Rizgariya Gelê Kurdistan (ARGK) com a organització exclusivament armada. Les accions de terror que haurien de cessar en el futur, i la baixa efectivitat de l'HRK foren el motiu per aquesta reestructuració. L'ERNK s'hauria d'ocupar exclusivament de la propaganda i el reclutament al Kurdistan del Nord i Europa en el futur. Efectivament, el PKK aconseguí quallar a principis dels anys 90 en la població i aconseguí molts adeptes en la seva lluita.
Tanmateix, la causa d'això no foren només les exitoses activitats de propaganda, sinó sobretot la intensificació, des de 1987, de les represàlies contra la població civil per part de les forces de seguretat turques al sud-est del país. El mateix any es proclamà, sobre onze províncies kurdes, la llei marcial; sota les condicions de l'Estat d'excepció les forces de seguretat turques consideraven gairebé cada kurd com a terrorista potencial. Hi havia unitats antiterroristes instal·lades i les forces de seguretat s'incrementaren en el seu nombre total, de manera que per al 1990 al voltant de 200.000 soldats, 70.000 policies, 25.000 guàrdies de poble i 1500 especialistes antiterroristes lluitaven contra 2500 rebels del PKK. Amb la proclamació de l'estat d'excepció començà l'època en què les forces turques, amb mesures brutals, deportaren els habitants dels pobles kurds, als quals s'imputava que donaven suport al PKK, i cremaren les seves cases. Fins a finals de 1997, segons dades oficials turques, 3100 aldees foren destruïdes, la qual cosa deixà a més de 370.000 persones sense llar.
L'any 1991 va estar marcat per l'anunci del govern turc, al setembre de 1990, de la suspensió dels drets fonamentals, el que va restringir la llibertat de premsa, entre altres coses en relació amb la informació sobre la Serhildan. El PKK ja no només tenia ara els seus partidaris a les regions frontereres, sinó també a les parts occidentals del Kurdistan del Nord.

### Conflicte oficial
L'èxit de les activitats del PKK el 1992 va fer que la política turca, per primera vegada hagués d'admetre oficialment que "la qüestió kurda" de fet existeix a Turquia. Seguint el curs de la nova Constitució de 1982, la llengua kurda era prohibida, però ara l'ús privat ja no era punible. El 1992, el PKK va començar una evolució que limitava les seves opcions operatives. Amb l'ampliació de les seves bases al nord de l'Iraq, empitjoraren les relacions amb les organitzacions kurdes iraquianes, que amb el temps van passar a ser d'hostilitats obertes. Tot això sense oblidar que els militars turcs utilitzaren les circumstàncies de la Segona Guerra de Golf i, durant una gran ofensiva a l'Iraq a finals de 1992, la dependència dels kurds iraquians dels lliuraments de socors a través de Turquia, causà que aquests cooperessin amb les tropes turques en la lluita contra el PKK.
Ja el 1995 hi hagué dues expedicions militars, de diversos dies, de les forces armades terrestres turques a la zona de protecció de l'ONU per als kurds a l'Iraq, de mode i manera que el 1996 s'hauria d'establir una zona de seguretat constant que arribés fins a vint quilòmetres a dins del territori iraquià, al llarg de la frontera de gairebé 350 quilòmetres de llargària. Després de protestes de diversos països àrabs i la intervenció política es declarà la zona de seguretat com a provisional. Dins de Turquia les lluites es concentraven en les Muntanyes de Munzur a les províncies de Tunceli i Erzincan, en la Muntanya Cudi a la província de Şırnak, en la Muntanya Tendüreke a la província d'Ağrı i al Mont Ararat a l'extrem oriental de Turquia. També el 1997, l'exèrcit turc dugué a terme diverses ofensives importants en les mateixes àrees que l'any anterior.

### Des de la guerra de l'Iraq
Els enfrontaments entre les Forces Armades de Turquia i la HPG han augmentat en duresa des del 2007. L'HPG ha realitzat repetits atacs directes contra membres de la gendarmeria turca. Les accions no només s'han produït en el "territori essencialment kurd", i han arribat fins i tot a la Regió de la Mar Negra (província de Giresun).
El 21 de febrer de 2008 l'exèrcit turc engegà la seva 25a ofensiva des del 1983 al nord de l'Iraq, en la qual participaren aproximadament 10.000 soldats. L'operació acabà el 29 de febrer. Les xifres oficials de víctimes del conflicter armat i les xifres de persones mortes en els combats, publicades per l'Associació de Drets Humans IHD (assassinats de civils exclosos), revelen el següent:
| Any  | Soldats | Militants | Civls | Suma oficial | IHD |
| ---- | ------- | --------- | ----- | ------------ | --- |
| 2005 | 105     | 242       | 30    | 377          | 496 |
| 2006 | 111     | 287       | 38    | 436          | 354 |
| 2007 | 146     | 413       | 37    | 596          | 424 |
| 2008 | 171     | 1369      | 51    | 1591         | 432 |
| 2009 | 80      | 277       | 21    | 378          | 141 |
| 2010 | 106     | 419       | 20    | 545          | 244 |
A començaments de 2011 el PKK anuncià una treva fins a les eleccions legislatives turques de 2011. A més es donà a conèixer que l'estat havia mantingut, en secret, converses amb l'empresonat Öcalan, per tal de resoldre el conflicte. però després de les eleccions, el BDP boicotejà les sessions de parlament perquè cinc dels seus diputats, que es trobaven a la presó a causa del procés contra el KCK, no havien estat alliberats i s'havia retirat l'acta de diputat a Hatip Dicle per decisió judicial, a causa de la seva condemna anterior per un acte terrorista.

El 14 de juliol es produïren els combats i atacs més durs del PKK a Silvan, on moriren 13 soldats, i a finals d'agost a Hakkâri, en un atac sobre un comboi militar, 11 soldats i un guàrdia del poble perderen la vida. Posteriorment, la força aèria turca dugué a terme diversos atacs contra els camps d'entrenament del PKK al nord de l'Iraq del nord. Durant aquests atacs, segons l'alt comandament turc, foren morts més de 90 combatents del PKK. Simultàniament, reberen l'atac de l'exèrcit iranià que lluitava contra el PJAK a les muntanyes de Kandil. El 19 de setembre els guerrillers del PKK segrestaren el civil Abdullah Öztürk i tot seguit l'assassinaren.
El 20 de setembre de 2011 es produí un atemptat amb bomba a Ankara així com altres atemptats al sud-est del país. Com a reacció als atacs, Turquia anuncià que volia realitzar, junt amb l'Iran, una ofensiva militar contra els kurds al nord de l'Iraq
Al matí del 19 d'octubre de 2011 es produí un atac del PKK sobre un post militar turc a Çukurca en el límit amb la frontera amb l'Iraq, amb el resultat de 24 soldats morts i 18 ferits. L'atac fou la pèrdua més dura per a l'exèrcit turc des del 1993. Com a reacció directa a això, unitats de comandos turcs entraren al nord de l'Iraq.

## Adaptació cinematogràfica
- Güneşi Gördüm – He vist el Sol és una pel·lícula apareguda el 2009 que tracta de la vida d'una família que és expulsada de la seva pàtria al sud-est de Turquia.
- Nefes: Vatan Sağolsun és una pel·lícula apareguda el 2009 que descriu la història de 40 soldats que estan sota les ordres d'un capità i són responsables de la protecció d'un lloc de vigilància militar sobre el turó de Karabal en proximitat directa de la frontera iraquiana al sud-est de Turquia.
- Min dît – Els nens de Diyarbakır, és una pel·lícula apareguda el 2009 que tracta sobre uns nens dels carrer orfes kurds en la ciutat dels sud-est d'Anatòlia de Diyarbakır.